# يوراي مينتال
يوراي مينتال هو لاعب كرة قدم سلوفاكي، ولد في 13 مارس 1971 في جيلينا في سلوفاكيا. لعب مع نادي داك 1904 دونيسكا ستريدا.